# Исторический музей (Стокгольм)
Государственный исторический музей (швед. Statens historiska museum, Historiska museet) — музей в Стокгольме. Экспозиция музея охватывает культурную историю Швеции с каменного века по XVI век (более поздний период представлен в Музее северных стран). Главное здание музея спроектировано в 1935—1940 гг. архитекторами Бенгтом Ромаре и Георгом Шерманом.
Главной достопримечательностью музея является так называемая «Золотая комната» (Guldrummet), созданная архитектором Лейфом Бломбергом, где выставлено большое количество ювелирных изделий из золота. В музее также хранится коллекция экспонатов, представляющая период викингов.
См. также Музей Средневековья (Стокгольм).